# Amauronematus boreoalpinus
Amauronematus boreoalpinus är en stekelart som först beskrevs av Lindqvist 1961.  Amauronematus boreoalpinus ingår i släktet Amauronematus, och familjen bladsteklar. Arten är reproducerande i Sverige.